# 巴塞罗那酸A
巴塞罗那酸A是一种有机化合物，分子式C
16H
16O
7，属于一种酚酸醚，存在于一些茎点霉属（Phoma）真菌中，可作为法尼基轉移酶抑制剂。